# Horaella thomassoni
Horaella thomassoni is een raderdiertjessoort uit de familie Trochosphaeridae. De wetenschappelijke naam van deze soort is voor het eerst geldig gepubliceerd in 1973 door Koste.